# Avdat
Avdat (in ebraico עבדת, dall'arabo عبدات, Abdat), nota anche come Ovdat e Obodat, è una città abbandonata e in rovina situata nel deserto del Negev, nella parte meridionale di Israele.
Essa fu un tempo, tra il I secolo a.C. e il VII secolo d.C., dopo Petra, la città più importante della Via dell'incenso. Avdat fu fondata nel III secolo a.C. e nel corso della sua storia fu popolata dai Nabatei, dai Romani e dai Bizantini.
Avdat era una città carovaniera stagionale per le carovane nabatee che viaggiavano lungo l'antica strada Petra-Gaza (Darb es-Sultan) verso il III/fine del II secolo a.C. Il nome originale della città fu mutato in Avdat in onore del re nabateo Obodas II, che, secondo la tradizione, vi era venerato come una divinità e vi fu sepolto.

## Storia

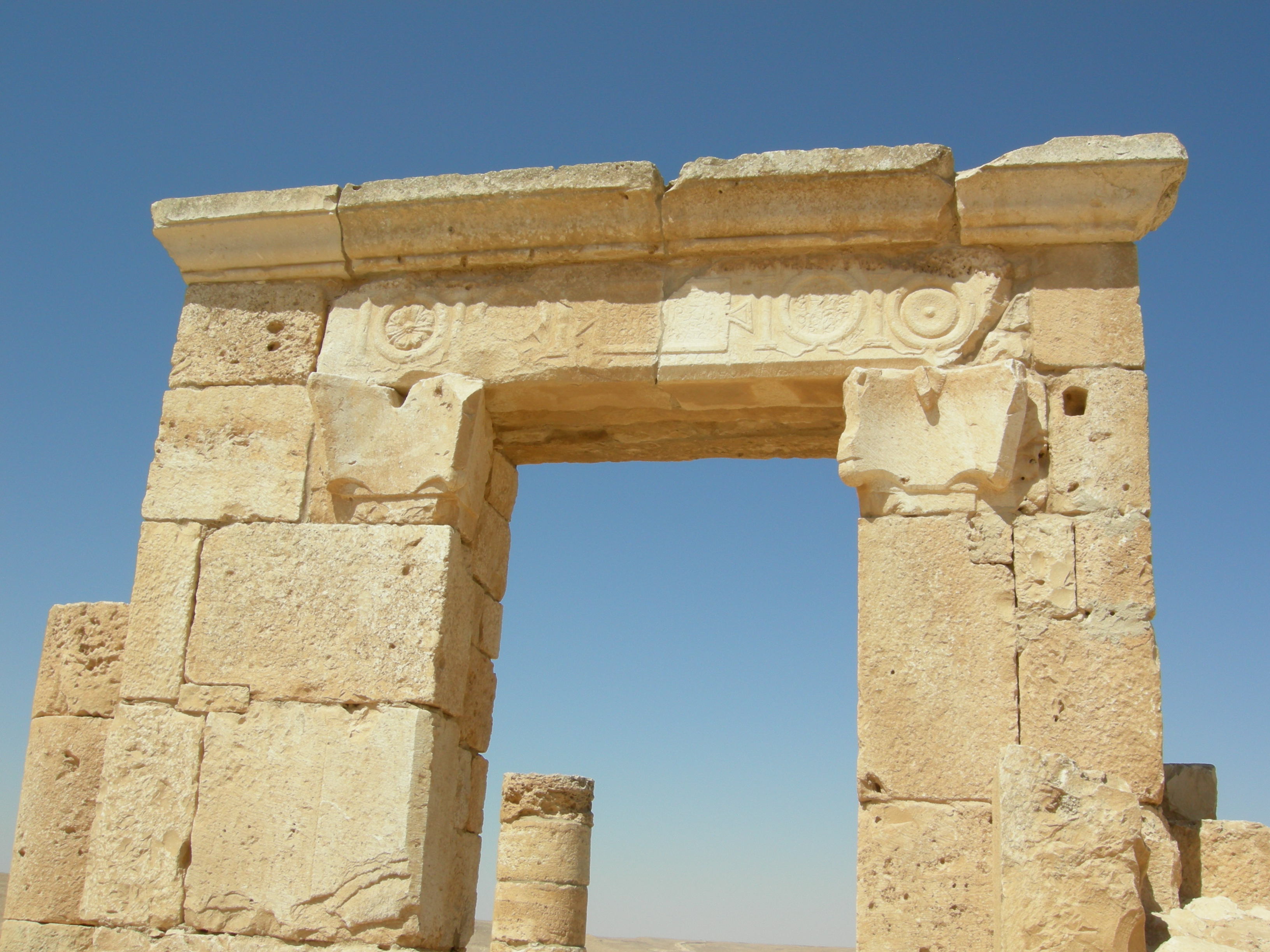
Architettura di Avdat: la Porta Meridionale

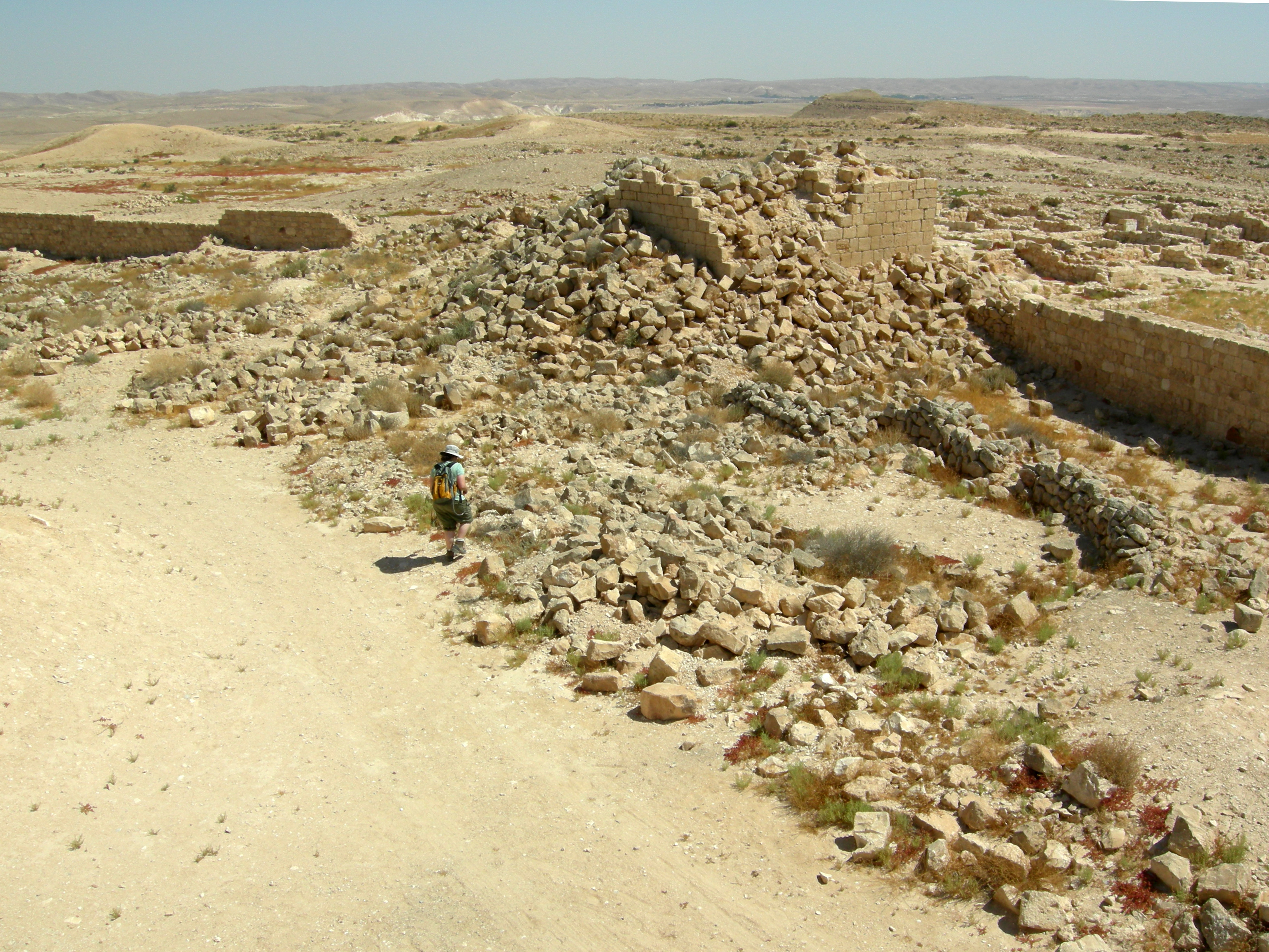
Danni del terremoto di Avdat

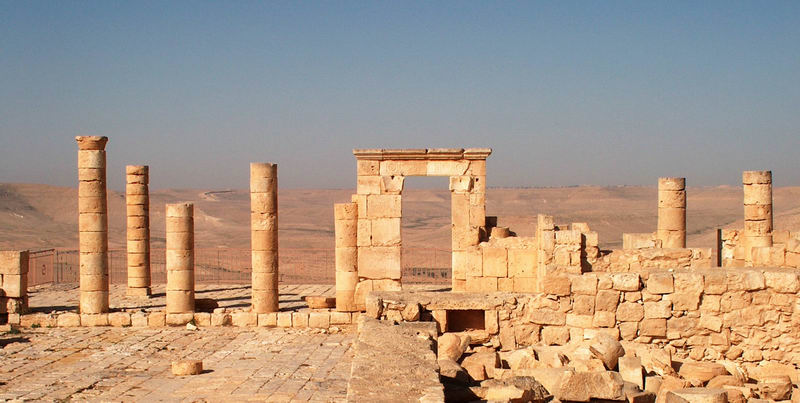
Vista di Avdat

Prima della fine del I secolo a.C., fu realizzata la piattaforma del tempio (l'acropoli) lungo il margine occidentale del pianoro. Scavi recenti hanno dimostrato che la città continuò ad essere ininterrottamente abitata dai Nabatei da questo periodo fino alla sua distruzione avvenuta a causa di un terremoto dell'inizio del VII secolo d.C.
Verso la fine del I secolo a.C., i Nabatei iniziarono ad utilizzare un nuovo percorso tra il sito di Moyat Awad, nella valle dell'Araba, e Avdat attraverso Makhtesh Ramon.
Siti nabatei o romano-nabatei sono stati ritrovati e scavati a Moyat Awad (erroneamente chiamato Moa nella Mappa di Madaba del VI secolo d.C.), Qatzra, Har Masa, Mezad Nekarot, Sha'ar Ramon (Khan Saharonim), Mezad Ma'ale Mahmal e Grafon.
Avdat continuò a prosperare come stazione principale lungo la strada Petra-Gaza dopo l'annessione della Nabataea nel 106 d.C.. Avdat, come altre città degli altopiani centrali del Negev, si adattò alla cessazione dei commerci internazionali nella regione avvenuta tra l'inizio e la metà del III secolo, adottando l'agricoltura e, in particolare, la produzione del vino come mezzo di sussistenza.
Furono così costruiti in tutta la regione numerose fattorie terrazzate e canali per l'acqua, in modo da raccogliere sufficienti quantità delle piogge invernali e permettere lo sviluppo agricolo in questa zona iperarida di Israele meridionale.
Nel sito di Avdat, infatti, sono stati rinvenuti almeno cinque torchi da vino risalenti all'età bizantina.
Verso la fine del III o l'inizio del IV secolo (probabilmente sotto il regno di Diocleziano), l'esercito romano costruì un accampamento fortificato che misurava 100 m x 100 m sul lato settentrionale del pianoro30°47′50.13″N 34°46′31.82″E.
In un altro punto del sito, fra le rovine di una torre, fu rinvenuta un'iscrizione databile al 293/294 d.C. relativa al fatto che i costruttori provenivano da Petra.
All'incirca in questo periodo, fu edificato un impianto termale nel piano sottostante al sito.
Le terme erano rifornite di acqua tramite un pozzo scavato in galleria per 70 m attraverso la base rocciosa.
I siti posti lungo la strada Petra-Gaza erano in apparenza utilizzati dall'esercito romano nel IV e V secolo, quando la strada continuò a funzionare come principale arteria tra Petra e gli insediamenti nabatai del Negev.
Sono state rinvenute ceramiche e monete risalenti dal tardo III secolo al principio del V secolo a Mezad Ma'ale Mahmal, Shar Ramon e Har Masa; inoltre, pietre miliari romane si allineano lungo parte della strada, tra Avdat e Shar Ramon.
Un forte con quattro torri d'angolo fu edificato sulle rovine di strutture precedenti nabatee situate a nord di Avdat a Horvat Ma'agora.
Pietre miliari sono state rinvenute lungo la stessa strada a nord di Avdat, tra Avdat e Horvat Ma'agora e più a nord la strada verso Halutza (Elusa).
Verso l'inizio del V secolo, la città fu fortemente danneggiata da un forte terremoto (probabilmente locale).
Fra le rovine della città distrutta fu ritrovata un'iscrizione nabatea, realizzata con inchiostro nero su stucco, che riportava una benedizione del dio nabateo Dushara. L'iscrizione fu realizzata dallo stuccatore Ben-Gadya. Questa è la più tarda iscrizione nabatea mai trovata in Israele.
Quando la città fu ricostruita, fu edificato un muro attorno ad essa, includendo una vasta area dove si trovavano caverne scavate dall'uomo, alcune delle quali nell'età bizantina erano parzialmente abitate.
Sotto il dominio bizantino, nel V e nel VI secolo, sull'acropoli di Avdat furono costruite una cittadella, un monastero e due chiese.
La chiesa di San Teodoro è il più interessante monumento bizantino di Avdat.
Pietre tombali in marmo sono inserite nel pavimento e sono ricoperte da iscrizioni greche.
San Teodoro era un martire greco vissuto nel IV secolo.
Il monastero sorge a fianco della chiesa e, nei pressi, un architrave istoriato con leoni segna l'ingresso al castello.

## Monumenti

### Tempio di Oboda
Il complesso noto come tempio di Oboda sorge sull'acropoli della città. Fu innalzato in onore del re nabateo deificato Obodas II e sorge sul lato orientale di altri due edifici: una cappella cristiana e un secondo tempio noto come "tempio occidentale".
Il tempio di Oboda fu costruito con una pietra calcarea dura nell'anno 9 a.C., sotto il regno di Obodas II. Il manufatto misura 13,7 m x 11 m e ha una struttura tripartita, consistente di un portico, una sala e un adytum. All'interno è diviso in quattro stanze. La prima e la seconda corrispondevano ad una diversa suddivisione dell’adytum (debir); la prima stanza è quella orientale ed è la più piccola delle due, misurando 3 x 4 m. La seconda è la stanza occidentale e la più ampia, misurando 4,9 x 4 m. La terza camera era la sala (hekhal), di forma oblunga e misurante circa 8 m.
La quarta stanza è il portico (‘ulam), diviso in due comparti, divisi fra di loro da un muro alto 0,6 m, uno che si affaccia a ovest e misura circa 4 x 4 m e l'altro che si affaccia a est e misura circa 4 x 4,6 m.

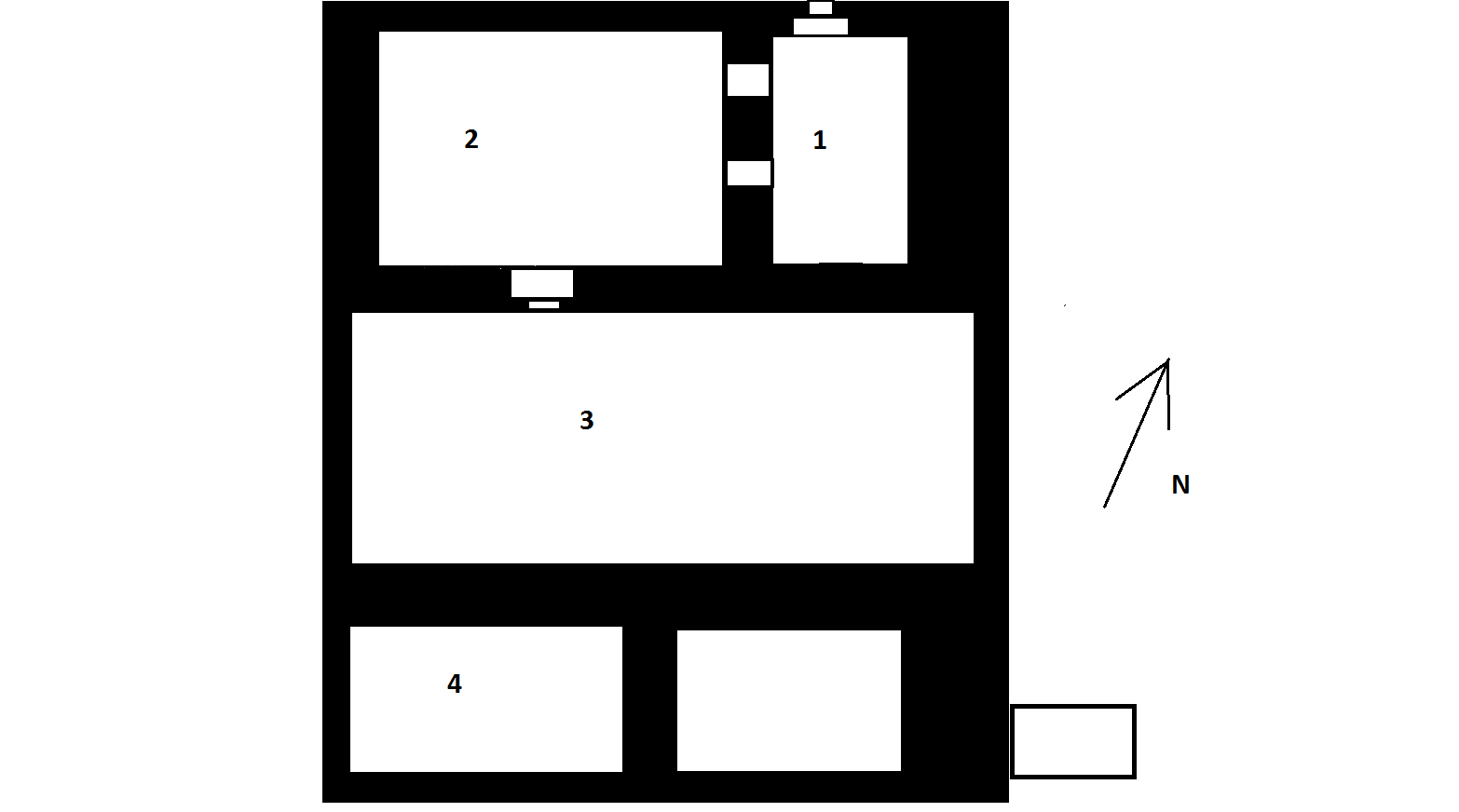
Planimetria del tempio

Un devoto entrava passando per il portico che era rivolto a sud, procedeva lungo la sala alle stanze dell’adytum poste al margine settentrionale.
Quindi si voltava verso sud per adorare le immagini delle divinità poste nelle nicchie nel muro.
La stanza occidentale aveva due nicchie, che si ipotizza contenessero le immagini dei due dei nabatei Allat e Dushura. L'altra stanza conteneva una singola nicchia più ampia, ove si ritiene fosse adorata l'immagine divinizzata del re Obodas.
Il tempio era costruito per essere la sua dimora eterna e il centro del culto ad egli dedicato.

## Situazione odierna
Avdat è stata dichiarata Sito Patrimonio dell'umanità dall'UNESCO nel giugno 2005, ma il 4 ottobre 2009 il sito subì danni considerevoli, quando centinaia di manufatti furono distrutti e furono imbrattate con vernice pareti e un antico torchio da vino. Parecchi sospetti furono arrestati.
Avdat è stato anche il luogo delle riprese di Jesus Christ Superstar.